# France Télévisions
France Télévisions je francouzská veřejnoprávní síť televizních stanice zahrnující kanály France 2, France 3, France 4, France 5 a France Ô (vysílající v zámořských územích). Podíl jejích diváků činí kolem 40 %. France Télévisions vznikla v roce 1992, jejím rozhlasovým protějškem je Radio France.

## Historie
V letech 1964-1975 byl francouzský rozhlas a televize monopolizován organizací známou jako Office de Radiodiffusion Télévision Française. Ve snaze podpořit konkurenci byla tato organizace v roce 1975 rozdělena tak, aby tři francouzské televizní kanály - TF1, Antenne 2 a FR3 - byly nadále vlastněny francouzskou vládou, ale byly provozovány nezávisle na sobě. Prodej TF1 společnosti Bouygues v roce 1987 a zvýšená konkurence ze strany dalších nových soukromých vysílatelů (například Canal+ a La Cinq, který byl po ukončení vysílání v dubnu 1992 nahrazen veřejnoprávním kanálem La Cinquième) však vedly k poklesu sledovanosti zbývajících dvou veřejnoprávních kanálů, které v letech 1987-1989 ztratily 30 % svého podílu na trhu. Kanály však byly zachráněny, když byl jmenován jeden generální ředitel, který řídil jak Antenne 2, tak FR3, a staly se součástí společného subjektu známého jako France Télévision. V roce 1992 byly přejmenovány na France 2, respektive France 3.

## Programové kanály
- France 2: hlavní program
- France 3: regionální vysílání
- France 4: hudba a uměni
- France 5: vzdělávací programy a diskuse
- France Ô: vysílání pro zámořská území